# Bolszoj Urała
Bolszoj Urała (ros. Большой Урала) – wieś w Rosji, w Dagestanie, w rejonie gunibskim. W 2010 liczyła 170 mieszkańców, głównie Awarów.